# هرمون مطلق لهرمون النمو
مطلق هرمون النمو (بالإنجليزية: Growth hormone–releasing hormone)‏، هو هرمون محفز لهرمون النمو تنتجه النواة الوطائية المقوسة لتحت المهاد.
يظهر مطلق هرمون النمو لأول مرة بين الأسبوع 18 و 29 من الحمل، والذي يرتبط ببدء اٍنتاج هرمون النمو وعوامل نمو أخرى لدى الجنين.

## الأصل
يتم إطلاق GHRH من محطات الأعصاب العصبية من هذه الخلايا العصبية المقوسة، ويتم نقلها من خلال نظام البوابة hypothalamo-hypophyseal إلى الغدة النخامية الأمامية، حيث تحفز إفراز هرمون النمو (GH) عن طريق تحفيز مستقبل الهرمون المحرر لهرمون النمو. يتم إطلاق GHRH بطريقة نابضة، تحفيز إطلاق نابض مماثل من GH. بالإضافة إلى ذلك، تعزز GHRH أيضًا نوم الموجة البطيئة مباشرة.
مطلوب هرمون النمو للنمو الطبيعي بعد الولادة، نمو العظام، التأثيرات التنظيمية على البروتين، الكربوهيدرات، واستقلاب الشحوم.

## تأثير
GHRH يحفز إنتاج GH والإفراج عن طريق ملزمة لمستقبل) GHRH )(GHRHR) على الخلايا في الغدة النخامية الأمامية.

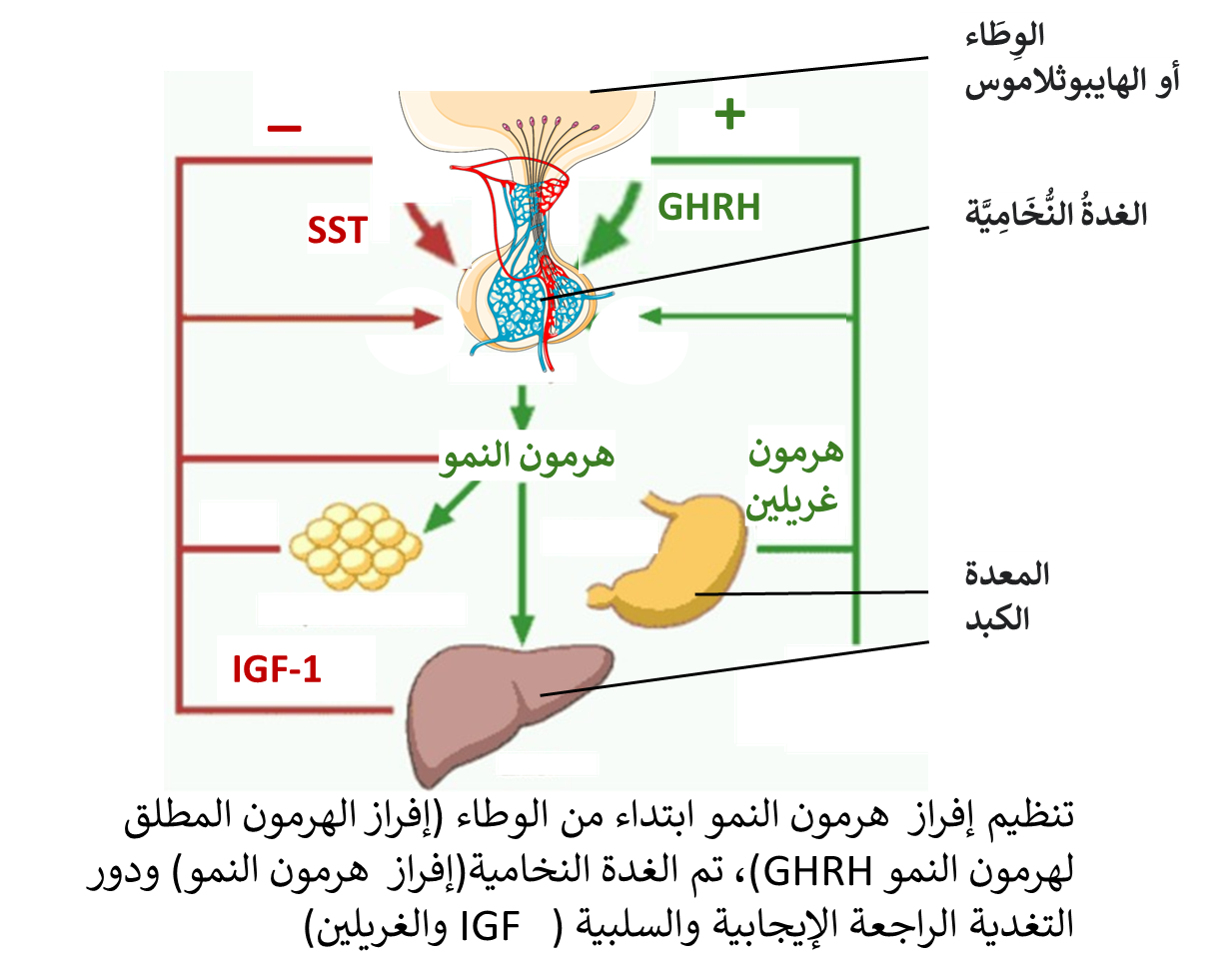
دور الهرمون المطلق لهرمون النمو GHRH في تنظيم إفراز هرمون النمو ابتداء من الوطاء

## مستقبلات
إن GHRHR هي عضو في عائلة secretin للمستقبلات المرتبط بالبروتين G ، وتقع على الكروموسوم 7 . هذا البروتين غشائي مع سبعة طيات، ووزنه الجزيئي حوالي 44 كيلو دالتون.

## إشارة نقل
تؤدي GHRH إلى زيادة إنتاج هرمون النمو بشكل رئيسي من خلال المسار المعتمد على cAMP، ولكن أيضًا عبر مسار  فوسفوليباز C (مسار IP3 / DAG) ، ومسارات ثانوية أخرى.
يبدأ المسار المعتمد على cAMP من خلال ربط GHRH بمستقبلاته، مما يتسبب في تشكُّل المستقبل الذي ينشط وحدة ألفا Gs من مركب G-Protein المرتبط بشكل وثيق على الجانب داخل الخلوي. وينتج عن ذلك تحفيز الغشاء الخلوي المرتبط بالغشاء وزيادة الفوسفات أحادي الفوسفات الحلقي (cAMP). ترتبط cAMP وتنشط الوحدات الفرعية التنظيمية لبروتين كيناز، مما يسمح للوحدات الفرعية المحفزية الحرة بالانتقال إلى النواة وفسفوريلات بروتين ربط عنصر استجابة cAMP الانتساخي (CREB). يعزز Phosphorylated CREB ، جنبا إلى جنب مع المنشطات، P300 وبروتين CREB ملزم (CBP) النسخ من GH من خلال الربط لعناصر استجابة CAMP CREP في منطقة المروج من جين GH. كما أنه يزيد من نسخ جين GHRHR ، مما يوفر ردود فعل إيجابية.
في مسار phospholipase C ، GHRH يحفز phospholipase C (PLC) من خلال βγ- مجمع البروتينات G heterotrimeric. ينتج تنشيط PLC كلا من( diacylglycerol( (DAG) و inositol triphosphate( (IP3) ، وهذا الأخير يؤدي إلى إطلاق C2 + داخل الخلايا من الشبكة الإندوبلازمية، مما يزيد من تركيز C2 + cytosolic ، مما يؤدي إلى اندماج الحويصلات وإطلاق حويصلات إفرازية تحتوي على هرمون النمو.
بعض تدفق Ca2 + هو أيضًا إجراء مباشر لـ cAMP ، والذي يختلف عن المسار المعتمد المعتمد على cAMP لتنشيط البروتين كيناز. كما أن تفعيل GHRHRs من قبل GHRH ينقل فتح قنوات Na + عن طريق phosphatidylinositol 4,5-bisphosphate ، مما يؤدي إلى استقطاب الخلايا. التغيير الناتج في الجهد داخل الخلايا يفتح قناة الكالسيوم تعتمد على الجهد، مما أدى إلى اندماج حويصلة وإطلاق GH.

## علاقة GHRH والسوماتوستاتينSST
. يتم إطلاق السوماتوستاتين SST من محطات الأعصاب العصبية من الخلايا السلفوستاتينية المحيطة بالبطين، ويتم نقله من خلال دورة الممرات الحادة - hypophysial إلى الغدة النخامية الأمامية حيث يثبط إفراز هرمون النمو. يتم إفراز السوماتوستاتين و GHRH بالتناوب، مما يؤدي إلى إفراز هرمون النمو بشكل ملحوظ.

## وظائف أخرى
وقد  أظهرت GHRH في الخلايا والأنسجة الطرفية خارج موقعها الرئيسي في منطقة ما تحت المهاد، على سبيل المثال، في البنكرياس، الغشاء المخاطي الظهاري من القناة الهضمية، وبشكل مرضي، في الخلايا السرطانية.

## تسلسل الأحماض الأمينية GHRH
HO - Tyr - Ala - Asp - Ala - Ile - Phe - Thr - Asn - Ser - Tyr - Arg - Lys - Val - Leu - Gly - Gln - Leu - Ser - Ala - Arg - Lys - Leu - Leu - Gln - Asp - Ile - Met - Ser - Arg - Gln - Gln - Gly - Glu - Ser - Asn - Gln - Glu - Arg - Gly - Ala - Arg - Ala - Arg - Leu - NH2

## النظير
هرمون إطلاق هرمون النمو هو مركب الرصاص لعدد من النظائر البنيوية والوظيفية،  Pro-Pro-hGHRH(1-44)-Gly-Gly-Cys,
تبقى العديد من النظائر GHRH في المقام الأول للبحوث في المواد الكيميائية، على الرغم من أن البعض لديهم تطبيقات محددة. تم استخدام Sermorelin ، وهو جزء ببتيد وظيفي من GHRH ، في تشخيص أوجه القصور في إفراز هرمون النمو. Tesamorelin ، تحت الاسم التجاري Egrifta ، حصل على موافقة إدارة الغذاء والدواء الأمريكية في عام 2010 لعلاج الحثل الشحمي في مرضى
فيروس نقص المناعة البشرية في إطار العلاج المضاد لفيروسات النسخ العكسي الفعال، وفي عام 2011 ، تم التحقيق في الآثار على بعض الاختبارات المعرفية في كبار السن كفئة .